# Ерекція клітора

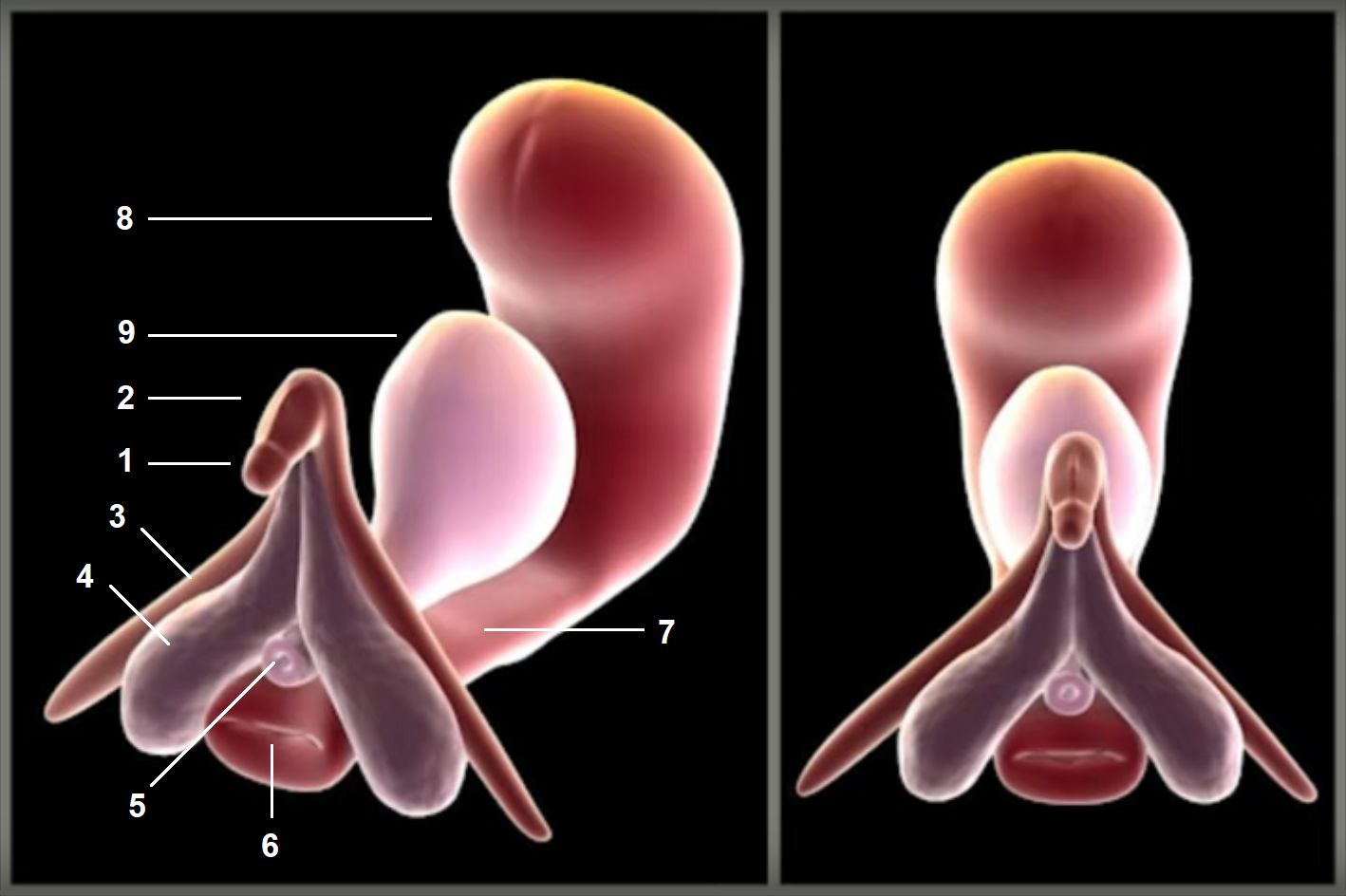
3D модель клітора Гелен О'Коннелл: 1 — голівка клітора, 2 — тіло клітора, 3 — печериста ніжка клітора, 4 — кліторальна (вестибулярна) цибулина, 5 — уретра, 6 — вагінальний отвір, 7 — вагіна, 8 — матка, 9 — сечівник

Ерекція клітора — збільшення в розмірах та твердіння клітора внаслідок наповнення кров'ю його печеристих тіл під час сексуального збудження. Ерекція біля 17-ти внутрішніх (як-от тіло, ніжки, кліторальні цибулини) та зовнішніх (голівка, каптур) структур клітора та їх пряма й непряма, зсередини вагіни, стимуляція забезпечують жіночий оргазм. З боків голівки клітора близько 4 тис. нервових закінчень, у центрі — 8 тисяч. Гомологом клітора в чоловічому організмі є пеніс, тому його ерекція та розміри відрізняються від пеніса незначно (основна ерекція відбувається в глибині тіла і відчувається як G-точка, A-точка та U-точка).
Ерекція клітора відбувається, коли кавернозні тіла його цибулин (званих ще вестибулярними, або цибулинами переддвер'я) починають наповнюватися венозною кров'ю внаслідок сексуального збудження та/або сексуальної стимуляції.
Після припинення сексуального збудження або з досягненням жінкою оргазму ерекція зазвичай закінчується, але це може зайняти деякий час.
Ерекція клітора є одною з головних реакцій сексуального збудження жінки. При явищах сексуальної конкордантності клітор може ерегувати і без сексуального збудження. При кліторизмі він не розслабляється і стає болісним.

## Механізм
Хоча клітор був відомий медицині з ІІ ст. н. е., його реальний об'єм і анатомію відкрила у 1990 році австралійська урологиня Гелен О'Коннелл (англ. Helen O'Connell), МРТ-дослідженням живих тканин виявивши, що об'єм печеристих тіл клітора у 10 разів більший, ніж вказували до того анатоми і гінекологи, вважаючи всім клітором лише його зовнішню частину: голівку і каптур. Науково визнали клітор анатомічним гомологом пеніса і його аналогічну роль у досягненні оргазму лише у 1960-х. Ці відкриття довели, що феномени, звані стимуляцією ерогенних точок і вагінальним оргазмом, забезпечуються стимуляцією кліторальних структур і являють собою їх оргазм.

### Анатомія ерекції

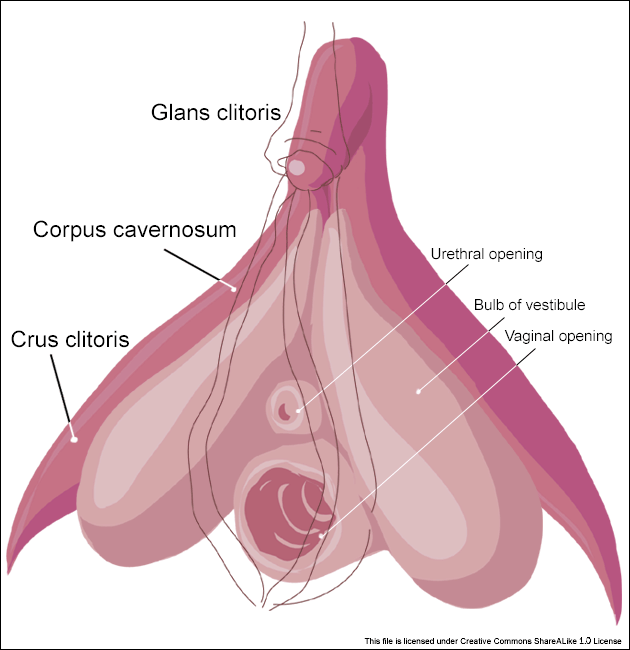
Будова клітора

Еректильні тканини клітора складаються з вистелених ендотелієм судинних просторів у трабекулярній матриці, оточених гладкою мускулатурою, здатною до скорочення та розслаблення. Структури клітора густо насичені кровоносними судинами та печеристою (кавернозною) тканиною, здатною до ерекції, коли кров заповнює простори у ній. Дві розгалужені над і довкола вагіни частини печеристого тіла названі ніжками клітора (corpus cavernosum clitoridis). З'єднуючись над уретральним каналом, ніжки утворюють основне тіло клітора (corpus cavernosa). Тіло клітора вентральною смужкою еректильної тканини утворює стрижень, який з'єднується з голівкою клітора (glans clitoridis), котра виходить у вульву. Смужка еректильної тканини (подібна до розміщення губчастого тіла у пенісі), що проходить уздовж вентральної поверхні тіла клітора, з'єднує голівку клітора зі спайкою кліторальних цибулин (також вестибулярних або присінкових). Білкова оболонка (tunica albuginea) являє собою фіброзно-еластичний футляр, який оточує тіло і голівку клітора. Білкова оболонка не оточує кліторальні цибулини. Білкова оболонка клітора складається з одного шару, що робить її більш еластичною, ніж білкова оболонка пеніса, яка складається з двох шарів. Крім того, білкова оболонка навколо голівки є тоншою, ніж навколо стрижня, як у клітора, так і в пенісі.

### Фізіологія ерекції
Під час сексуального збудження посилюється артеріальний кровотік до клітора, а всередині клітора артерії розгалужуються, щоб забезпечити кров'ю еректильну тканину. Трабекулярні гладкі м'язи еректильної тканини розслабляються, дозволяючи крові наповнювати еректильні тканини: приплив крові до заповнення судинних просторів зростає і еректильна тканину розширюється до повного насичення кров'ю. При цьому ішіокавернозний (сіднично-кавернозний) і бульбокавернозний (цибулинно-губчастий) м'язи скорочуються, стискаючи дорсальну вену клітора. Це обмежує дренаж еректильних структур і зупиняє відтік крові. Процес наповнення кров'ю розтягує білкову оболонку. У результаті клітор набухає, щоб пристосуватися до підвищеного внутрішньокавернозного тиску. Розширені кліторальні цибулини стискають вагінальний канал, що робить його чутливим до стимуляції при сексі з проникненням (так звана G-точка; більша кількість рецепторів міститься лише в останній третині вагіни, біля вагінального отвору, від середини і до шийки матки вагінальні стінки не містять значної іннервації, щоб уможливити проходження голівки плоду в пологах крізь родові шляхи). Тіло клітора тисне та парауретральні залози, пов'язані з клітором, тиснуть на уретру, перекриваючи сечовипускний канал та посилюючи чутливість біля уретри (так звана U-точка). Голівка клітора збільшується і червоніє. Бартолінові залози виділяють лубрикацію у вагінальний отвір, а парауретральні залози виділяють секрет, що захищає уретру під час статевого акту. Подальша пряма (голівки клітора) та непряма (решти клітора через вагіну) стимуляція у циклі сексуальних реакцій людини приводить до оргазму.

## Ерекція голівки

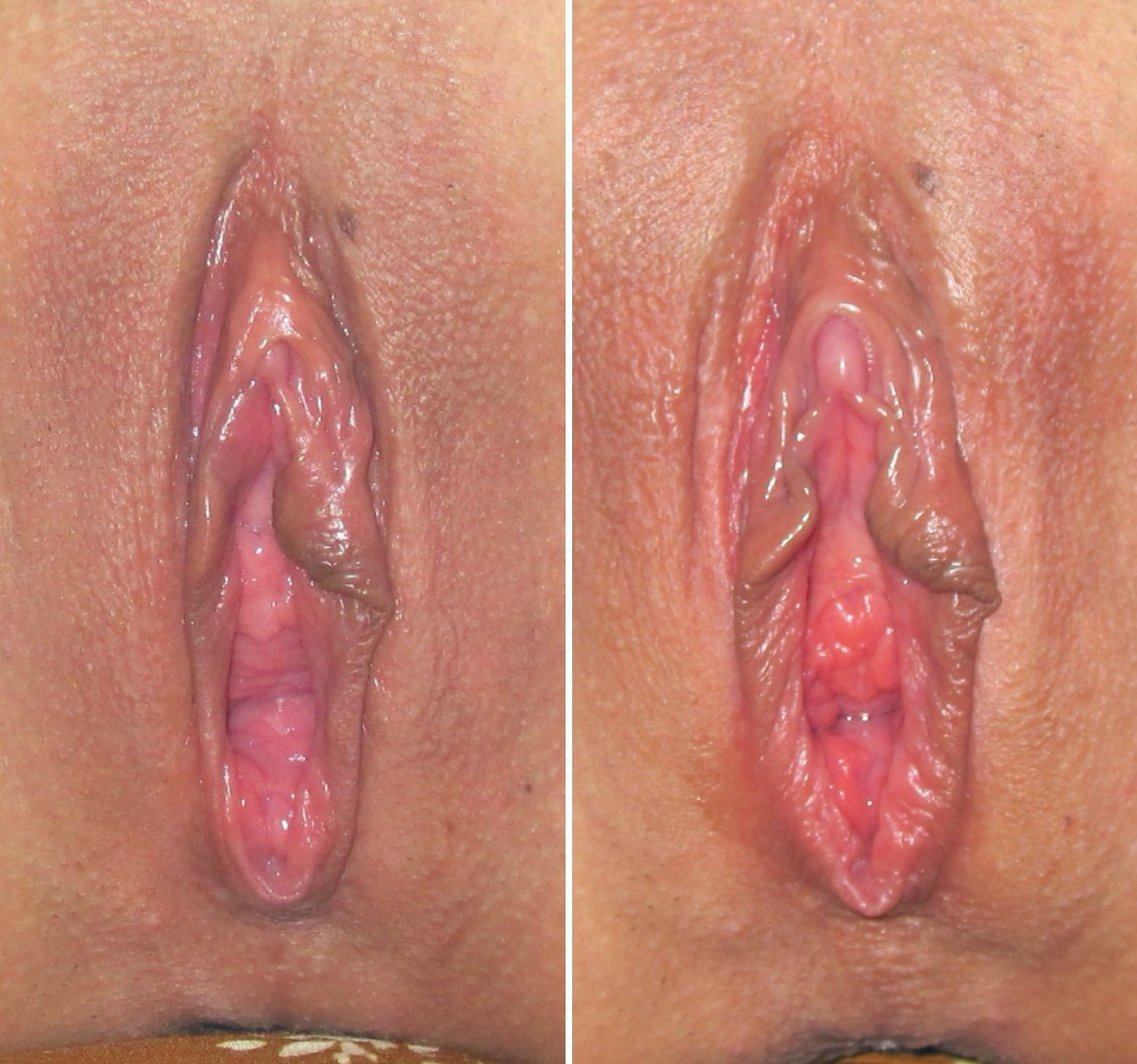
Ерегований клітор під каптуром і без

Видима частина клітора (голівка) розташована в передньому місці з'єднання малих статевих губ, над отвором уретри. Оскільки голівка надчутлива, її прикриває кліторальний капюшон. На початку збудження, доки клітор не ерегує повністю, рекомендується не торкатись його голівки, бо це може завдавати дискомфорту чи навіть болю. Діаметр голівки клітора у незбудженому стані від 4—5 мм до 2 см (при кліторомегалії голівка клітора може сягати розмірів пеніса). Повні розміри тіла клітора з голівкою і ніжками є значно більшими[якими?].
Психологічна чи фізична сексуальна стимуляція ерогенних зон жінки викликає приплив крові до структур клітора, що призводить до підвищеної секреції бартолінових залоз і лубрикації вагіни. Реакція клітора проявляється через 20-30 секунд від початку стимуляції і лубрикації вагіни. Психологічний чинник має значення для пришвидшення реакції клітора.
Ерегована голівка клітора може мати різні форми і кути підйому, починаючи від малих і маловиступаючих і до великих і значно виступаючих за межі статевих губ. Як правило, розмір ерегованого клітора фіксований протягом усього дорослого життя. Найвищий ступінь фізіологічної реакції клітора відмічений на фазі плато, коли за допомогою підтримних зв'язок і коренів клітора його тіло відтягається під передній край симфізу. При повній ерекції клітора його голівка висувається зі складок каптура і твердне. На фазі оргазму не відмічають помітної реакції клітора. Через 5-10 секунд після оргазму клітор повертається до нормальних розмірів, його розслаблення проходить швидше, ніж платформа оргазму.
Однозначної думки щодо залежності рівня сексуального збудження від розмірів клітора немає. Одні запевняють, що розмір ніяк не впливає. Інші стверджують, що великий клітор здатен спричиняти сильніше збудження. За словами американського акушера-гінеколога доктора С. Оуклі, «можливо, більший клітор має більше нервових закінчень, і можливо, при прямому контакті та стимуляції він отримує більше відчуттів, що приводять до оргазму».
Ерекцію клітора і зменшення до розслабленого стану пов'язують із впливом оксиду азоту на його тканини, подібно до його ролі в ерекції пеніса.

## Стимуляція

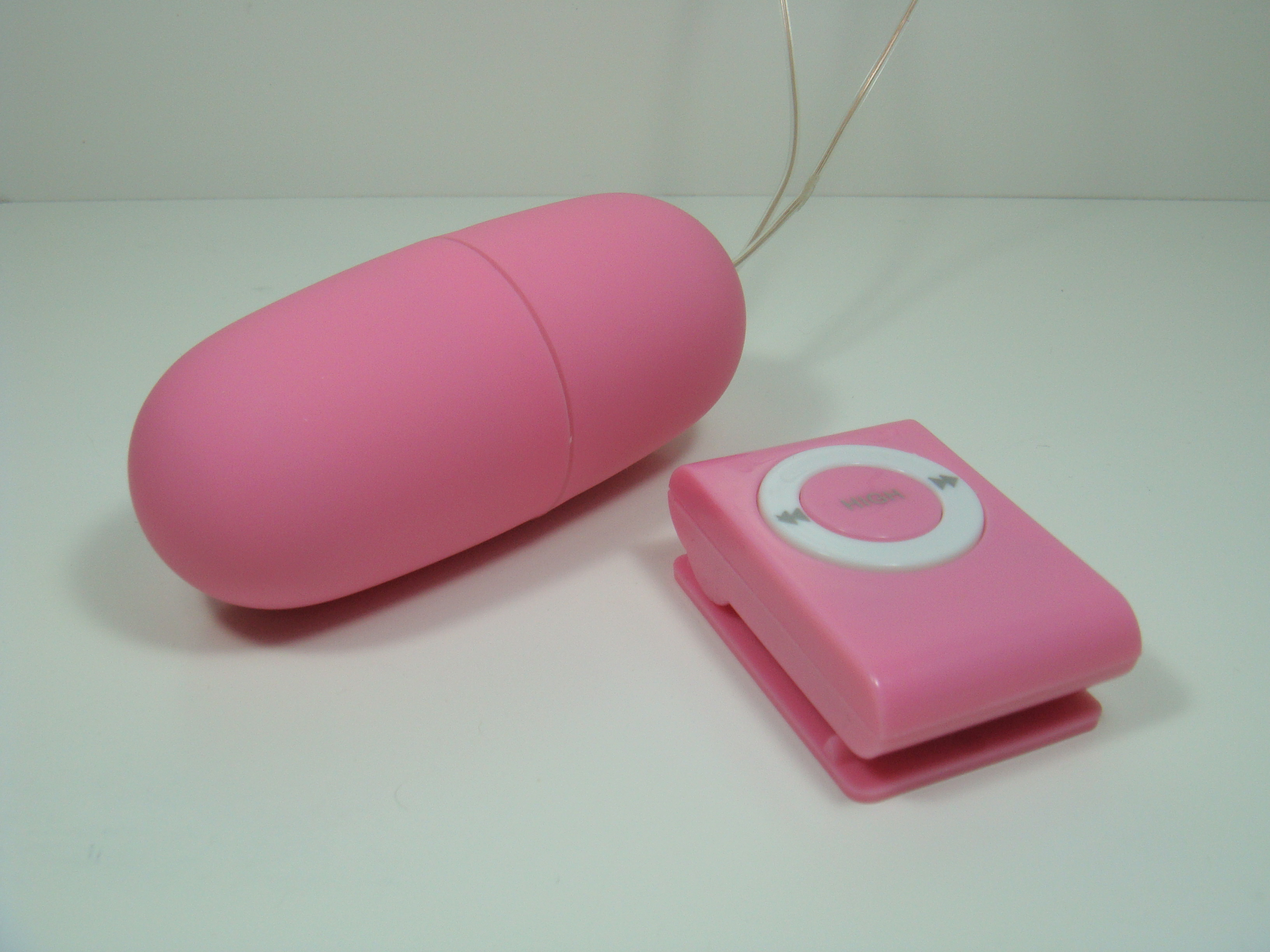
Універсальний вібратор-яйце: для вагіни, клітора та сосків

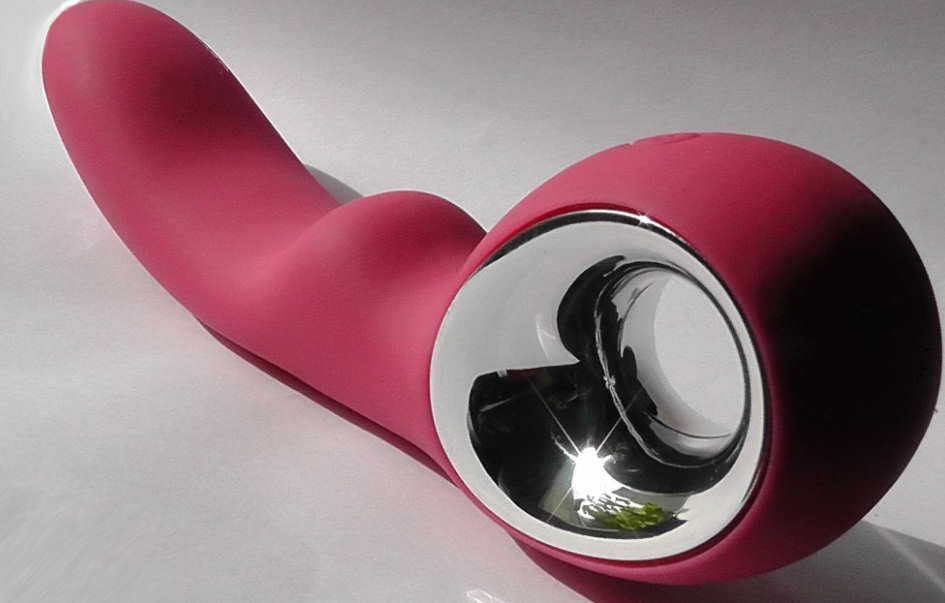
Вагінальний вібратор з виступом для клітора

Гармонійна сексуальна практика передбачає знання про природу клітора та його роль у жіночій фізіології. Висока чутливість клітора зумовлює те, що посилена його стимуляція, особливо на початку, є дискомфортною.
До ерекції клітора призводить якісна прелюдія: інтимність, сексуальна комунікація, сексуальні фантазії, поцілунки, стимуляція інших ерогенних зон, передовсім сосків. Коли вагінальної лубрикації замало, стимуляція сухої голівки клітора може бути болючою: допомагає стимуляція інших ерогенних зон, або зволоження голівки слиною або лубрикантами.
Техніка стимуляції голівки клітора передбачає плавний початок з легких доторків і спостереження за реакціями партнерки. За бажання жінки тиск на голівку, ритм та амплітуду рухів можна поступово посилювати, а напрямок змінювати, чергуючи різні типи стимуляції. Відслідкувавши або погодивши типи стимуляції, які викликають збудження, продовжують їх чергування, оскільки одноманітна стимуляція зменшує збудження. В період перед оргазмом необхідна посилена одноманітна стимуляція.
Найефективнішою є оральна стимуляція голівки клітора губами і язиком (кунілінгус): як заміна вагінального сексу, так і прелюдія. Голівку також стимулюють руками, пенісом (наприклад, при міжстегновому сексі), або фалоімітатором. В лесбійській сексуальній практиці трибадизм дає широку кліторальну стимуляцію або взаємну стимуляцію під час суцільного контакту вульв.
Для прямої стимуляції клітора також вживають вібратори, зокрема, спеціальні кліторальні, або інші секс-іграшки. Дія більшості з секс-іграшок для клітора заснована на вібрації регульованої сили, яка дозволяє стимулювати його внутрішні, приховані в глибині тіла, структури.
Деякі жінки стимулюють клітор за допомогою подушки або іншого підхожого предмета, струменем води з душу, а також затисканням клітора між ніг і гойданням.
Непрямим чином клітор стимулюється під час вагінального сексу: з залученням пеніса, пальців, фалоімітатора, вібратора тощо.
Оскільки пеніс під час коїтусу не може безпосередньо стимулювати клітор, у «місіонерській» позиції стимуляція йде від області лобкової кістки, порухів пахових ділянок при тісному контакті. Тому деякі жінки отримують більше задоволення в позах «жінка згори» або «статеве рівняння».
Анальний секс при певних анатомічних особливостях жінки також може непрямо стимулювати клітор, але значно слабше.

## Кліторизм
Ерекція клітора, яка не спадає, називається кліторизмом. Це хворобливий стан, коли клітор відчуває періодичні ерекції. Симптоми включають хворобливе нагрубання клітора, набряк клітора та біль у області навколо клітора.
Кліторизм є надзвичайно рідкісним захворюванням і викликаний в основному прийомом різних ліків. Ефективне терапевтичне лікування кліторизму проводиться за допомогою внутрішньовенного прийому альфа-агоністів, в цілому лікування схоже на лікування пріапізму.
Жінки, що бажають пройти операцію транспереходу, повинні враховувати наслідки ймовірної втрати функціональності клітора.

## У тварин
Серед мавп-капуцинів можлива ерекція клітора, що робить клітор більш помітним, ніж у розслабленому стані, коли він прихований препуціальною складкою.